# Кестеньга
Ке́стеньга (карел. Kiestinki) — посёлок сельского типа в Лоухском районе Республики Карелия на северном берегу озера Топозеро. Административный центр Кестеньгского сельского поселения
Железнодорожная станция на 63 км ветки Лоухи — Пяозеро. Находится на 63 км трассы 86К-127 Лоухи — Суоперя.

## История

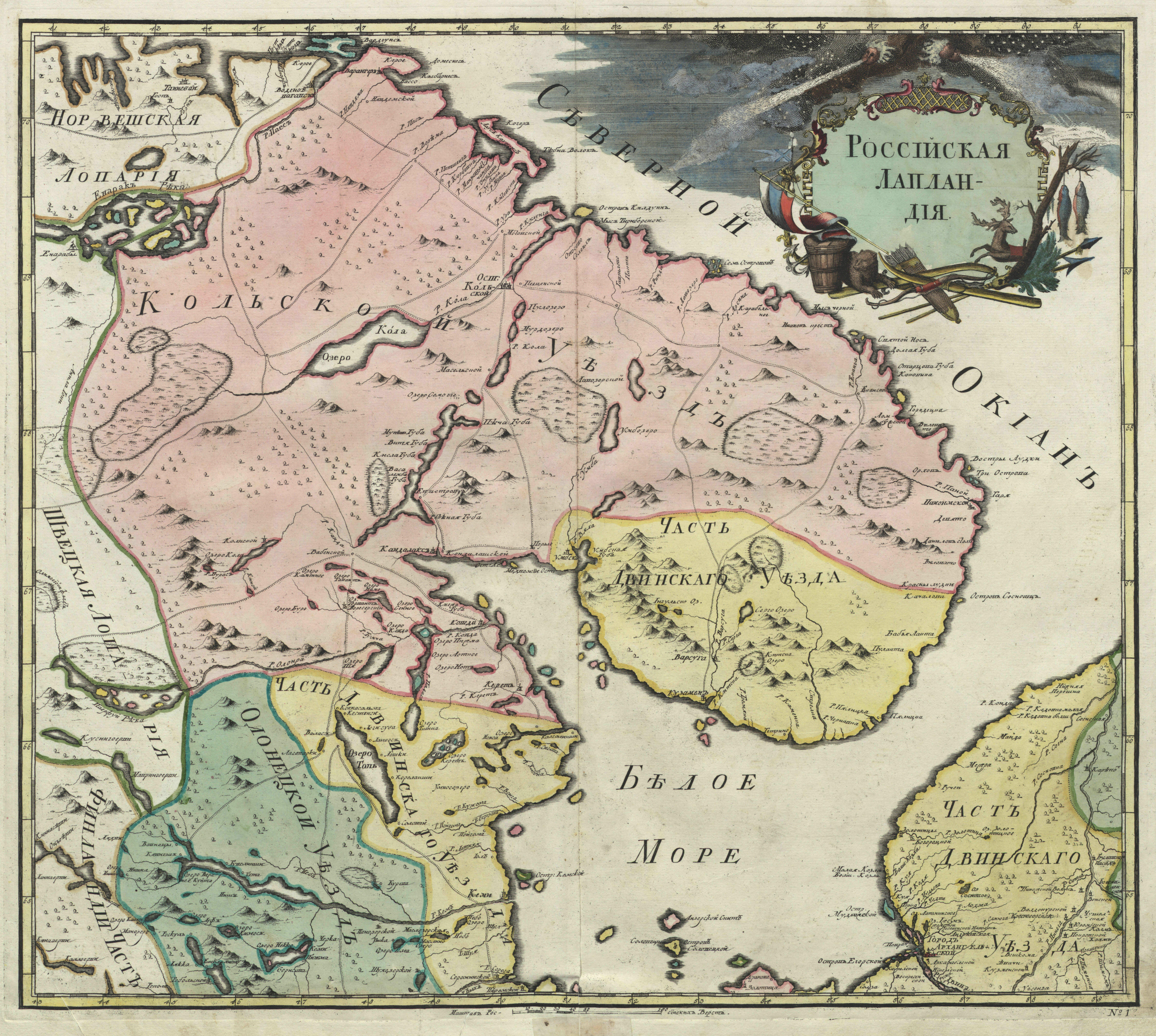
Кестеньга на карте Российской Лапландии, 1745 год

Один из старейших посёлков в Лоухском районе. История возникновения поселения уходит в XV—XVI века. Первое упоминание относится к 1547 году. В 1628 году поселение упоминается в указе царя Михаила Фёдоровича как центр общины на Топозере. В XVII веке на берегу Топозера действовал монастырь.
В декабре 1708 года по указу Петра I в ходе областной реформы была образована Архангелогородская губерния. В 1719 году в её составе была образована Архангелогородская провинция, делившаяся на дистрикты. Кестеньга относилась к Двинскому дистрикту. В 1727 году дистрикты были переименованы в уезды.
В 1775—1785 годы Екатерина II провела территориальную реформу. Из Архангелогородской губернии было учреждено новое, более крупное, Вологодское наместничество, делившееся на две области — Вологодскую и Архангельскую. В 1773 году была создана Олонецкая провинция в составе двух уездов: Олонецкого и Вытегорского и Лопкой Паданской округи. В 1782 году был учреждён город Повенец, Паданская округа переименована в Повенецкую. В мае 1785 года из северной части Повенецкого уезда и части территории Онежского уезда Архангельского наместничества был образован Кемский уезд, вошедший в Олонецкое наместничество. С этого момента Кестеньга оказалась Кемского уезда, который существовал до 1927 года.

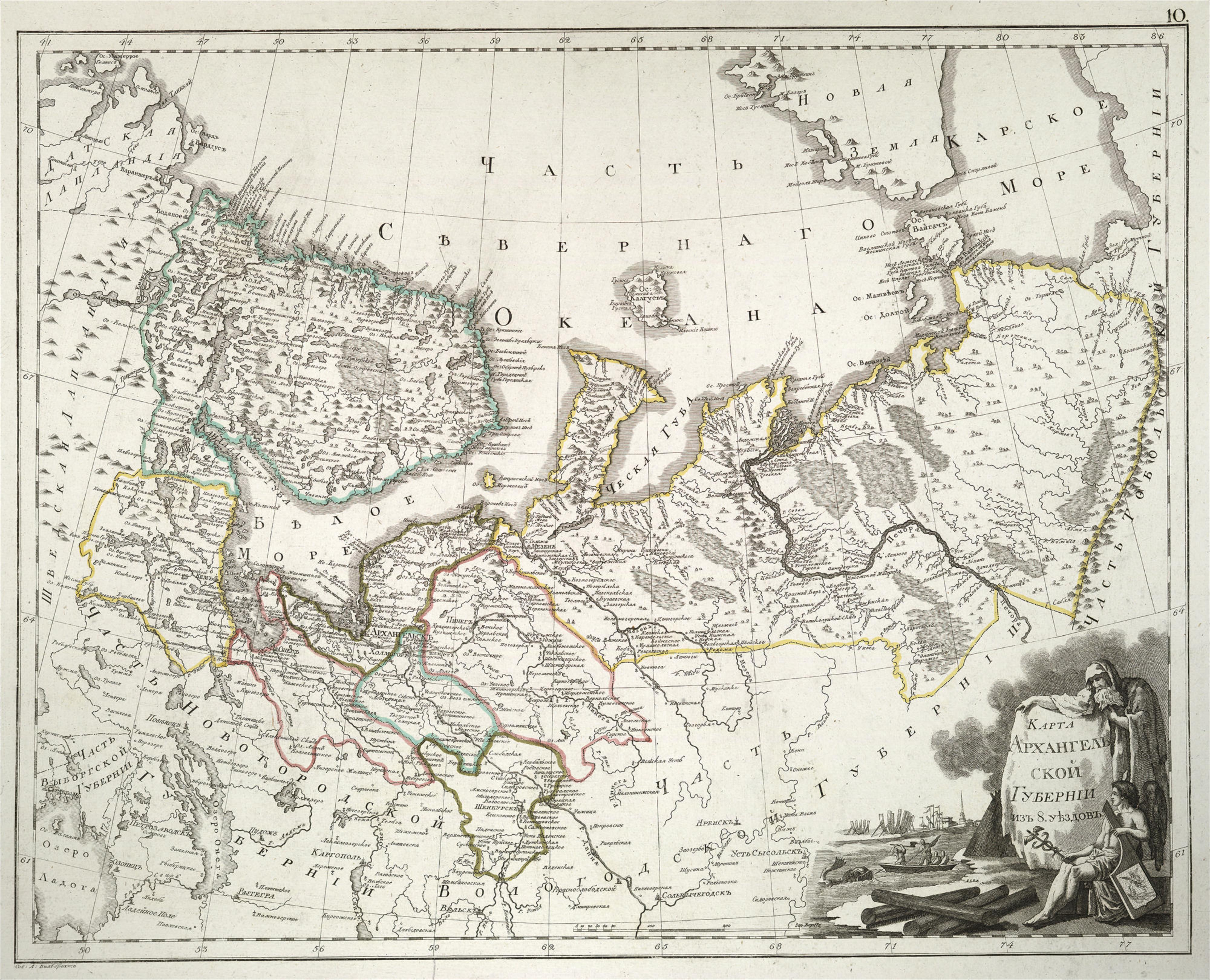
Кестеньга на карте Архангельской губернии, 1800 год

В 1796 году Кемский уезд, а с ним и Кестеньга, были переданы в состав Архангельской губернии.
По спискам учёта деревень северо-западного Беломорья за 1870 год первыми жителями в устье реки Кестеньга на Топозере считаются старожилы из рода лапландца по имени Кеме. Народное предание утверждает, что Кеме (Кемовы) были карелы по национальности.
В 1920 Кемский уезд, а с ним и Кестенгская волость, были переданы в состав созданной декретом ВЦИК Карельской трудовой коммуны.
В ходе Гражданской войны в России зимой 1921—1922 годов произошло Карельское восстание. К концу декабря 1921 года карело-финские отряды насчитывали уже 5—6 тысяч человек и занимали часть восточной Карелии до линии Кестеньга—Суомуссалми—Ругозеро—Паданы—Поросозеро.
25 января 1921 года северная группировка советских войск заняла Кестеньгу.
В 1923 году Карельская трудовая коммуна была преобразована в Автономную Карельскую ССР, делавшуюся на уезды. Кестенгская волость отошла к Ухтинскому уезду (1923—1927), образованному из западной части Кемского уезда.
До 1927 года посёлок выполнял функции административного центра района, в состав которого входила половина территории нынешнего Кандалакшского района Мурманской области и вся территория нынешнего Лоухского район.

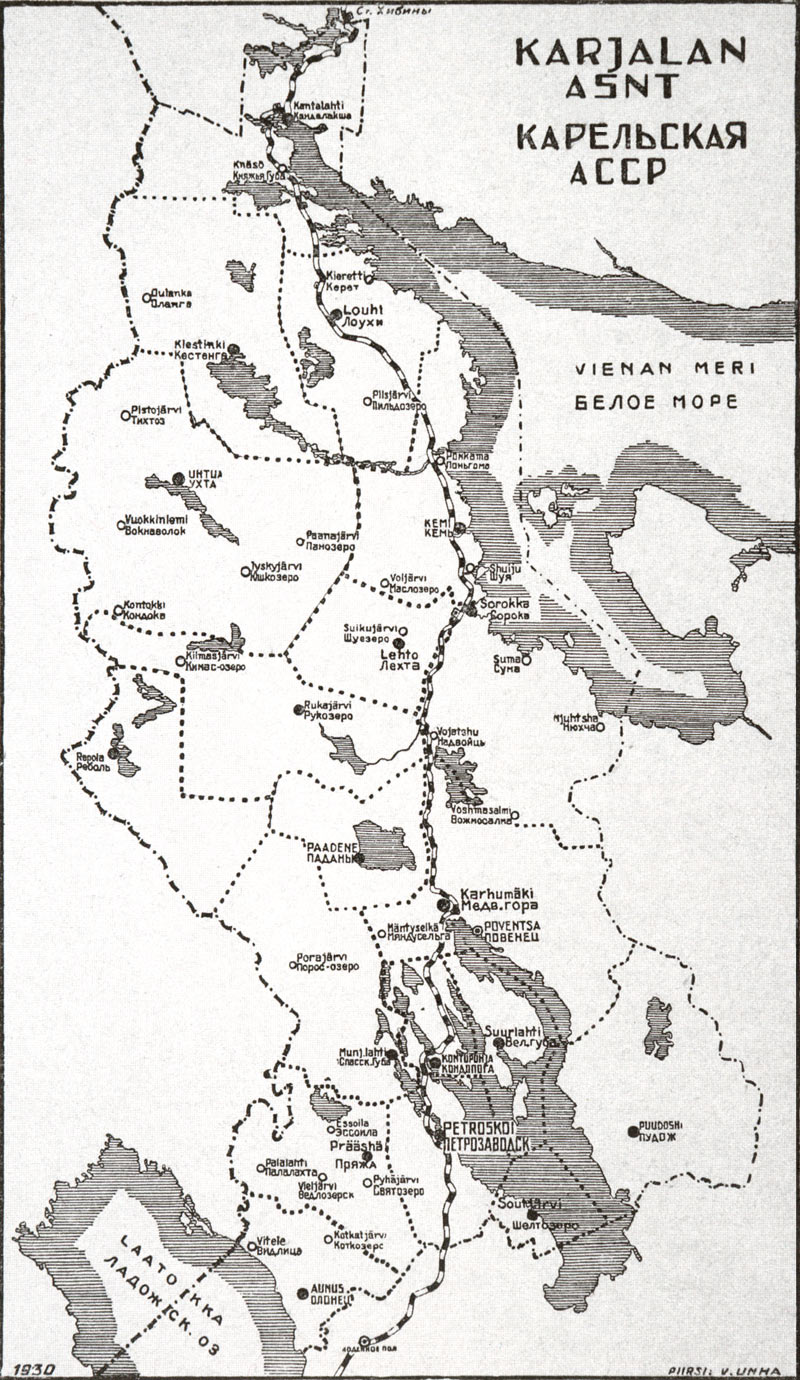
Кестеньгский район на карте Автономной Карельской ССР, 1930 год

29 августа 1927 года уездное деление в АКССР было упразднено. Вместо уездов были образованы районы. Территория Ухтинского уезда была разделена между Кестеньгским и Ухтинским районами.
В годы Великой Отечественной войны посёлок был оккупирован немецкими войсками. В Кестеньге находился немецкий госпиталь (санаторий). В краеведческом музее финского города Куусамо фотоснимки, на которых запечатлён Генрих Гиммлер на причале посёлка Кестеньга. В 1942 году советские войска предприняли Кестеньгскую наступательную операцию с целью освободить посёлок, которая окончилась неудачей.
Рядом с посёлком находится немецкое кладбище, частично разграбленое черными копателями, частично вывезенное в Германию[уточнить].
В 1955—1956 годах был ликвидирован Кестеньгский район, его территория была присоединена к Лоухскому району.

## Население
| 1926  | 1933  | 1939  | 1959  | 1970  | 1979  |
| ----- | ----- | ----- | ----- | ----- | ----- |
| 170   | ↗447  | ↗1420 | ↗2795 | ↗3012 | ↘2422 |
| 1989  | 2002  | 2009  | 2010  | 2013  |       |
| ↗2479 | ↘1982 | ↘1690 | ↘1277 | ↘1117 |       |

| Динамика населения | Динамика населения | Динамика населения | Динамика населения | Динамика населения | Динамика населения | Динамика населения | Динамика населения | Динамика населения | Динамика населения | Динамика населения | Динамика населения | Динамика населения | Динамика населения |
| Год                | Население, чел.    | Мужчины            | Мужчины            | Женщины            | Женщины            | Русские            | Русские            | Карелы             | Карелы             | Финны              | Финны              | Прочие             | Прочие             |
| Год                | Население, чел.    | чел.               | %                  | чел.               | %                  | чел.               | %                  | чел.               | %                  | чел.               | %                  | чел.               | %                  |
| ------------------ | ------------------ | ------------------ | ------------------ | ------------------ | ------------------ | ------------------ | ------------------ | ------------------ | ------------------ | ------------------ | ------------------ | ------------------ | ------------------ |
| 1926               | 170                | 90                 | 52,94              | 80                 | 47,06              | 11                 | 6,47               | 139                | 81,76              | 17                 | 10                 | 1                  | 0,59               |
| 1933               | 447                | 241                | 53,91              | 206                | 46,09              | 99                 | 22,14              | 266                | 59,51              | 71                 | 15,88              | 11                 | 2,46               |
| 1959               | 2795               |                    |                    |                    |                    |                    |                    |                    |                    |                    |                    |                    |                    |
| 1970               | 3012               |                    |                    |                    |                    |                    |                    |                    |                    |                    |                    |                    |                    |
| 1979               | 2422               |                    |                    |                    |                    |                    |                    |                    |                    |                    |                    |                    |                    |
| 1989               | 2479               |                    |                    |                    |                    |                    |                    |                    |                    |                    |                    |                    |                    |

## Климат
- Среднегодовая температура воздуха — 0,6 °C
- Относительная влажность воздуха — 79,5 %
- Средняя скорость ветра — 2,6 м/с

| Среднесуточная температура воздуха в Кестеньге по данным NASA | Среднесуточная температура воздуха в Кестеньге по данным NASA | Среднесуточная температура воздуха в Кестеньге по данным NASA | Среднесуточная температура воздуха в Кестеньге по данным NASA | Среднесуточная температура воздуха в Кестеньге по данным NASA | Среднесуточная температура воздуха в Кестеньге по данным NASA | Среднесуточная температура воздуха в Кестеньге по данным NASA | Среднесуточная температура воздуха в Кестеньге по данным NASA | Среднесуточная температура воздуха в Кестеньге по данным NASA | Среднесуточная температура воздуха в Кестеньге по данным NASA | Среднесуточная температура воздуха в Кестеньге по данным NASA | Среднесуточная температура воздуха в Кестеньге по данным NASA | Среднесуточная температура воздуха в Кестеньге по данным NASA |
| Янв                                                           | Фев                                                           | Мар                                                           | Апр                                                           | Май                                                           | Июн                                                           | Июл                                                           | Авг                                                           | Сен                                                           | Окт                                                           | Ноя                                                           | Дек                                                           | Год                                                           |
| −14,2 °C                                                      | −11,5 °C                                                      | −5,6 °C                                                       | −0,7 °C                                                       | 5,9 °C                                                        | 11,9 °C                                                       | 14,9 °C                                                       | 11,6 °C                                                       | 7,5 °C                                                        | 2,3 °C                                                        | −4,7 °C                                                       | −11,5 °C                                                      | 0,6 °C                                                        |
| ------------------------------------------------------------- | ------------------------------------------------------------- | ------------------------------------------------------------- | ------------------------------------------------------------- | ------------------------------------------------------------- | ------------------------------------------------------------- | ------------------------------------------------------------- | ------------------------------------------------------------- | ------------------------------------------------------------- | ------------------------------------------------------------- | ------------------------------------------------------------- | ------------------------------------------------------------- | ------------------------------------------------------------- |

## Культура и образование
- Дом культуры;
- Дом детского творчества;
- Библиотека;
- Детская библиотека.

Школы
- Кестеньгская средняя школа Архивная копия от 11 апреля 2013 на Wayback Machine

## Экономика
- Дорожноремонтностроительный участок
- Филиал АО «Электросвязь»
- Отделение почтовой связи
- Лесхоз
- Торговые предприятия — Лоухское райпо, ООО «Лес», ООО «Визит в Карелию»
- Предприятия ЖКХ
- Предприятие бытового обслуживания
- Амбулатория Лоухской ЦРБ

## Памятные места
- Мемориальный комплекс павшим в годы Великой Отечественной войны. В братской могиле захоронено 1064 воина Карельского фронта[19].
- Могила Героя Советского Союза С. И. Азарова.
- Могила Героя Советского Союза Ф. А. Лузана.